# Експеримент (фільм, 2001)
«Експериме́нт» (нім. Das Experiment) — фільм німецького режисера Олівера Гіршбіґеля. Фільм зроблений за романом «Black Box» Маріо Джордано (Mario Giordano).
Сюжет фільму базується на реальних подіях Стенфордського тюремного експерименту.

## Сюжет
За оголошенням в газеті за винагороду 4 000 марок пропонується взяти участь в психологічному експерименті, що моделює тюремні відносини. Зголошується таксист Тарек Фахд, який колись працював журналістом і бачить у цьому нагоду для цікавого репортажу. Всі добровольці (21 чоловік), поділені на дві групи: охоронці та в’язні. В’язнів позбавляють деяких основних прав, натомість охоронці дотримуються певного кодексу. Вчені через відеокамери спостерігають за ними.
Спочатку всі налаштовані благодушно. Але все швидко змінюється, коли Тарек провокує наглядачів порушенням дисципліни і непокорою. Швидко зростає психологічна напруга і стає зрозуміло, що жарт перетворився на серйозну проблему. Разом з психологічним навантаженням зростає і агресивний потенціал. Фільм показує, на що здатні звичайні люди в психологічно екстремальних ситуаціях. Миролюбні люди за короткий відрізок часу розвивають здатність до насильства попри поширену думку, що на агресію здатні тільки злочинці.